# Municipio de Duck Creek (Indiana)
El municipio de Duck Creek (en inglés: Duck Creek Township) es un municipio ubicado en el condado de Madison en el estado estadounidense de Indiana. En el año 2010 tenía una población de 548 habitantes y una densidad poblacional de 8,82 personas por km².

## Geografía
El municipio de Duck Creek se encuentra ubicado en las coordenadas 40°20′7″N 85°49′25″O / 40.33528, -85.82361. Según la Oficina del Censo de los Estados Unidos, el municipio tiene una superficie total de 62.12 km², de la cual 62,12 km² corresponden a tierra firme y (0 %) 0 km² es agua.

## Demografía
Según el censo de 2010, había 548 personas residiendo en el municipio de Duck Creek. La densidad de población era de 8,82 hab./km². De los 548 habitantes, el municipio de Duck Creek estaba compuesto por el 99,27 % blancos, el 0,36 % eran de otras razas y el 0,36 % eran de una mezcla de razas. Del total de la población el 0,55 % eran hispanos o latinos de cualquier raza.